# Mandchous
Cet article concerne le peuple mandchou. Pour la langue mandchoue, voir Mandchou.

Le mot Manju en mandchou.

Les Mandchous (en mandchou « horizontalisé » : ᠮᠠᠨᠵᡠ, manju ; chinois : 满洲人 ; pinyin : mǎnzhōurén) sont un peuple d'Asie vivant principalement en Mandchourie. Les Jürchen (chinois : 女真 ; pinyin : nǚzhēn) prirent le nom de « Mandchous » quand ils envahirent la Chine au XVIIe siècle. Les dynasties des Jin postérieurs (1616-1636) et Qing (1636-1912) ont été formées et dirigées par les Mandchous.
Les Mandchous constituent l'une des cinquante-six nationalités de la république populaire de Chine.

## Démographie
La population s'élevait à 10 682 262 personnes en 2000 pour la Chine, ainsi qu'à 12 000 à Taïwan, 1 000 à Hong Kong et 1 000 au Japon. Les Mandchous représentent 0,77 % de la population chinoise et 9,28 % des minorités ethniques en Chine. Ils sont présents dans 31 provinces du pays, la moitié des Mandchous ethniques habitant le Liaoning et 20 % le Hebei.

## Culture

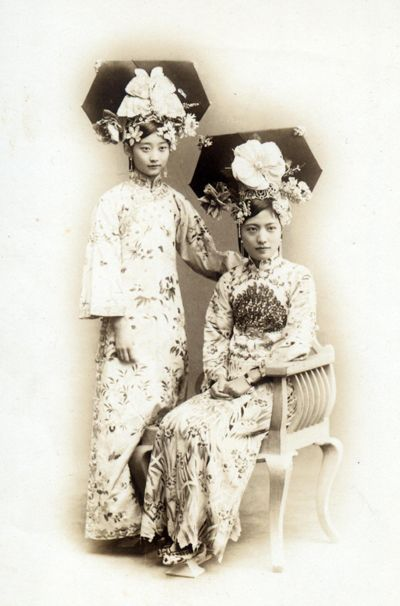
Dames de la noblesse mandchoue, vers 1900.

La culture mandchoue se distingue de la  Han chinoise par ses origines nomades ainsi qu'une langue et un mode de vie différents.
Après la conquête de la Chine au XVIIe siècle, ils imposent un certain nombre de leurs attributs culturels tel l'usage du mandchou à la cour impériale ou certains codes vestimentaires tel la qipao. 

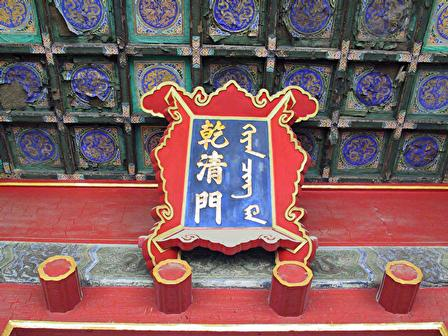
Écrits chinois han (colonne de gauche) et mandchou (colonne de droite) dans la Cité interdite à Pékin.

### Langue
La langue mandchoue (en chinois : 满语 / 滿語, mǎnyǔ) fait partie des langues toungouses, elles-mêmes membres hypothétiques du groupe controversé des langues altaïques. Il est donc possible qu'elle ait des origines communes avec les langues coréaniques, mongoles, japoniques et turques.
Selon l'UNESCO, elle ne comptait plus en 2010 que dix locuteurs natifs.

### Religion
Comme les Mongols, les Toungouses sont traditionnellement chamanistes. Cependant, Altan Khan (1502-1582), créateur du titre de dalaï-lama, a poussé les Mongols à se convertir au bouddhisme tibétain, afin de prendre le pouvoir sur les Gengiskhanides qui pratiquaient dans le tengrisme un culte à Gengis Khan. Lorsque les Mandchous sont arrivés au pouvoir en Chine, ils ont également appuyé le bouddhisme tibétain (bouddhisme vajrayāna) afin de renforcer leurs alliances avec les Mongols et chan (bouddhisme mahāyāna) afin de renforcer leur pouvoir central sur la chine, majoritairement bouddhiste.

## Histoire

### Origines

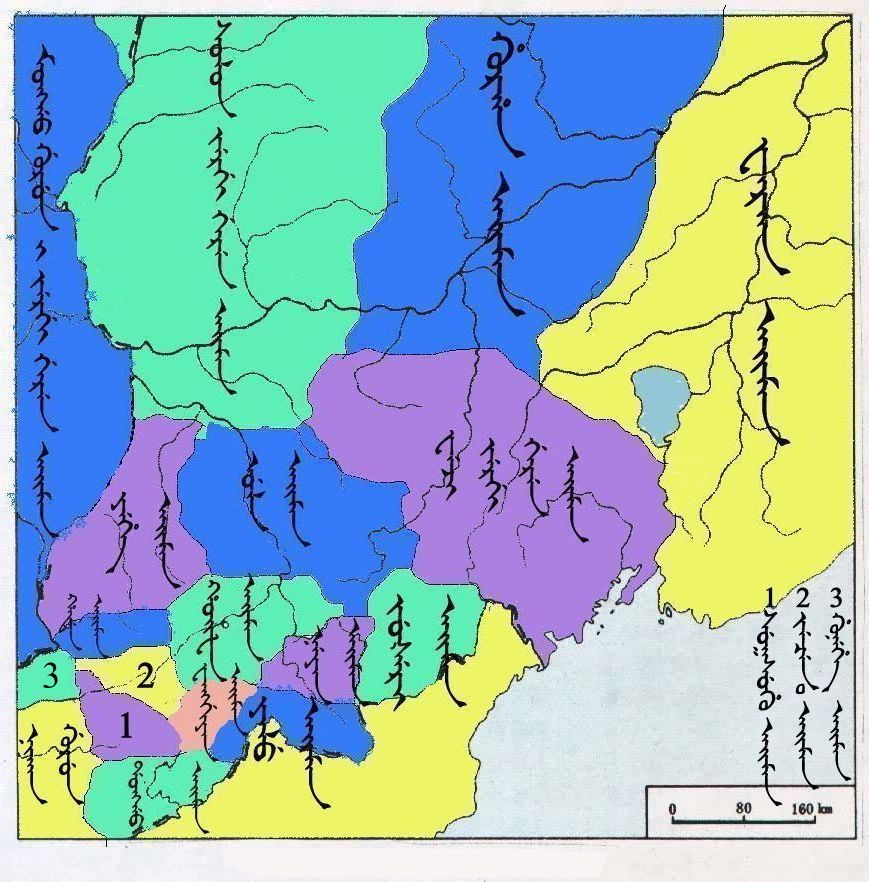
Emplacement des différentes tribus jürchen vers 1600.

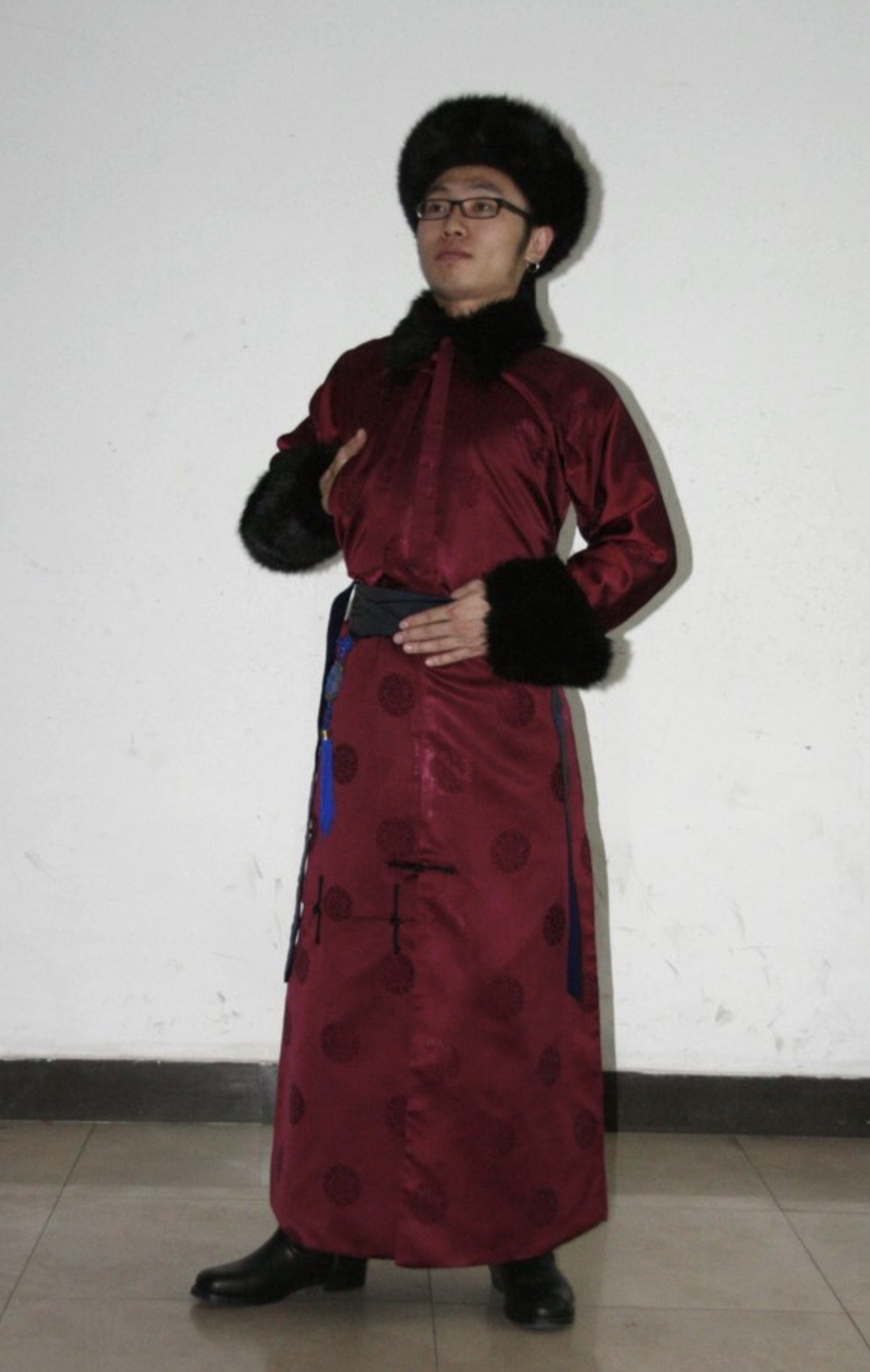
Jeune Mandchou en costume traditionnel.

À l'origine, les Mandchous se nommaient Jürchen (女真, nǚ zhēn en mandarin) également Jürchet, Djürchen, Djurchet, etc. (le -t correspond à un -d final, forme mongole du pluriel). Ce peuple, une des branches des peuples toungouses, se forma au XIe siècle (première mention en 1069), renversa en 1115-1125 la dynastie Liao, qui régnait sur la Chine du Nord et provenait du peuple des Khitans, également originaire de Mandchourie, et fonda à la place la dynastie Jin 金. Leur langue était également une forme ancienne du mandchou.
Sous le règne de Sejong le Grand (règne, 1418 – 1450) de la dynastie coréenne Joseon, ils se font repousser de la péninsule coréenne, jusqu'au fleuve Yalou.
Le nom de Mandchous a été officiellement adopté par Huang Taiji en 1635, mais il était utilisé au moins depuis 1605 du temps de Nurhaci . Huang Taiji fit interdire par la même occasion l'usage de l'ancien nom, les Jürchen. La signification originelle du terme n'est pas établie de façon certaine, mais il semble que c'est l'ancien nom Jianzhou des Jürchen. Une autre théorie avance que les Mandchous, comme de nombreux autres peuples toungouses, tirent leur nom du mot toungouse mangou, signifiant « grande rivière ». Enfin, certains estiment que le nom de Mandchous provient du bodhisattva Manjusri, dont Nurhaci se disait la réincarnation.
Jusqu'au XVIIe siècle, les Mandchous sont un peuple d'éleveurs nomades vivant de chasse, de cueillette et de pêche ; ils commencent l'élevage du porc et font quelques essais d'agriculture.

### Organisation sociale et militaire des huit bannières
Après l'unification par Nurhachi des tribus mandchoues, celui-ci mit en place les « Huit Bannières » (en mandchou : jakūn gūsa, en chinois : 八旗, bāqí), divisions administratives dans lesquelles toutes les familles mandchoues se trouvaient réparties.
Elles structuraient non seulement l'organisation militaire mandchoue, mais aussi l'ensemble de la société mandchoue : en effet, tout Mandchou, homme ou femme, appartenait à une Bannière, et cette appartenance était héréditaire. Ce rôle se renforça encore après la conquête de la Chine, où le système des Bannières servit à la dynastie des Qing pour préserver l'identité mandchoue (en particulier par le système des « mariages dirigés »), tout en se dotant d'institutions civiles et militaires permettant de contrôler la Chine
La pièce élémentaire dont étaient constituées les Bannières était la compagnie (mandchou : niru ; chinois : 佐領, zuoling). Certaines de ces compagnies traduisaient les liens familiaux ou tribaux qui existaient entre leurs membres à l'origine, alors que d'autres s'affranchissaient délibérément de ces liens, de façon à créer une force militaire plus centralisée. Chaque compagnie devait en principe fournir 300 hommes pour servir dans la grande Bannière à laquelle elle appartenait.
Au XVIIe siècle, les Mandchous envahissent la Chine. Le chef des Mandchous Nurhaci, dont quatre membres de sa famille sont tués quand ils attaquent le Nord-Est de la Chine ; il est aidé par le général Li Chengliang, qui lui fournit des matériels de survie et des armes et bat toutes les tribus mongoles et d'autres peuples nomades, sauf celui de Nurhachi. Après la mort de Li, Nurhachi dirige ces peuples, quelques dizaines de milliers d'hommes équipés de chevaux et d'armes, et ils attaquent les villes de Jinzhou, Ningyuan, Pidao, Shenyang, et le passage de Shanhai. Dans leurs écrits, il est dit : « lors de cette guerre nous avons volé 970 000 hommes et animaux ».
Après leur victoire, ils commettent de nombreux massacres dans les différentes régions de la Chine,,,,.

### Fondation de la dynastie des Jīn postérieurs
À partir de 1583, Nurhachi, après la mort de son père Taksi (en), commença son entreprise d'union des différentes tribus jürchen sous son autorité. En 1599, il réforma l'écriture mandchoue en adoptant un système dérivé de l'écriture mongole. En 1601, il entreprit une réforme de l'organisation socio-militaire des Mandchous en créant quatre bannières, chacune symbolisée par une couleur différente : le jaune, le rouge, le bleu et le blanc. En 1615, il ajouta quatre nouvelles bannières, instituant définitivement le système des Huit Bannières. L'année suivante, il fonda la dynastie des Jin postérieurs (後金 Hòu Jīn) et prit le titre de Khan.

### La dynastie Qing
Durant la conquête mandchoue, ils envahirent la Chine et fondèrent la dynastie Qing, qui régna sur la Chine durant près de trois siècles jusqu’à ce qu’en 1911, Sun Yat-sen proclame la République. Durant la dynastie Qing, la Chine manqua la révolution industrielle et l'écart de niveau de vie avec les pays occidentaux s'accrut considérablement, alors qu'il était quasiment nul au XVIIIe siècle.

### XXesiècle

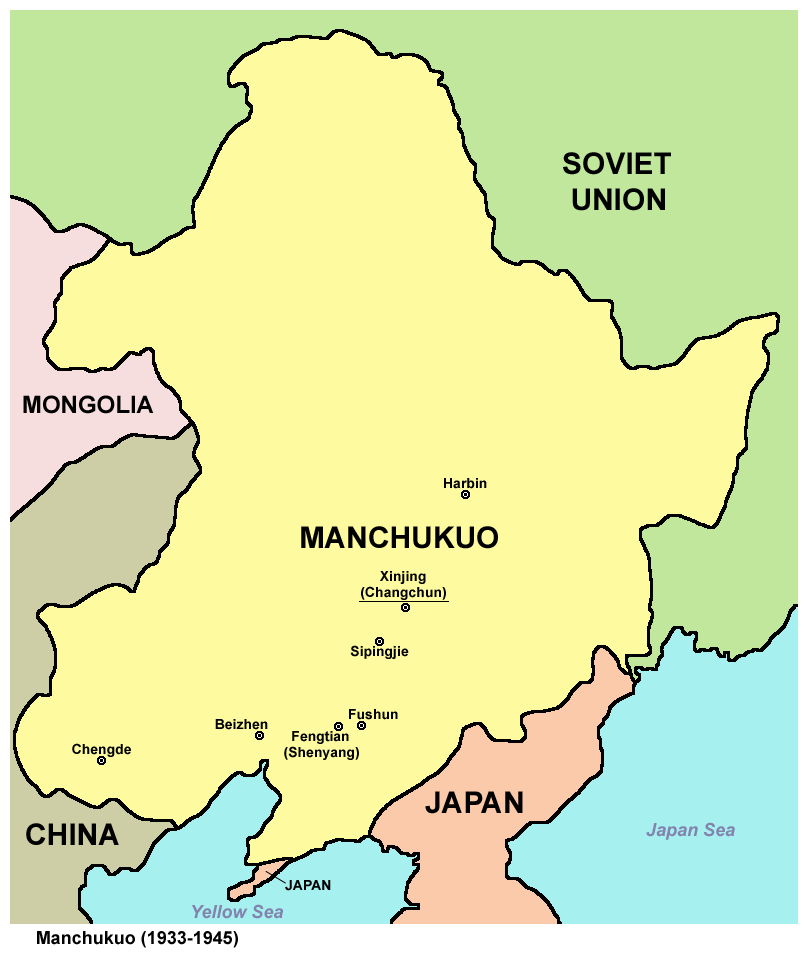
Carte du Mandchoukouo.

En 1931, l'empire du Japon envahit la Mandchourie ; l'année suivante, les Japonais créent l'État du Mandchoukouo (Nation de Mandchourie), à la tête duquel ils placent le dernier empereur Qing, Puyi, officiellement établi à Changchun. Dans les faits il ne servait que de représentant de leur contrôle sur la région. Conçu officiellement comme un État dirigé par l'ethnie mandchoue, le Mandchoukouo comptait cependant une majorité de Hans dans sa population. Cet État disparait à la fin de la Seconde Guerre mondiale.